# غلوريا فوي
غلوريا فوي (بالإنجليزية: Gloria Foy)‏ هي مغنية وممثلة أمريكية، ولدت في 25 أكتوبر 1901 في ليما في الولايات المتحدة، وتوفيت في 27 فبراير 1977 بسبب قصور كلوي.

## وصلات خارجية
- غلوريا فوي على موقع IMDb (الإنجليزية)
- غلوريا فوي على موقع قاعدة بيانات برودواي على الإنترنت (الإنجليزية)
- غلوريا فوي على موقع قاعدة بيانات الفيلم (الإنجليزية)